# Ленец
Лене́ц (лат. Thesíum) — род двудольных цветковых растений, включённый в семейство Санталовые (Santalaceae).

## Название
Карл Линней в работе Species plantarum 1753 года использовал для этого рода растений название Thesium. Это название было употреблено у Плиния и образовано, вероятно, от имени мифологического героя Тезея.

## Ботаническое описание
Род объединяет многолетние и однолетние, часто полупаразитические травянистые растения. Листья обычно без черешков, очерёдные, узкие, обычно линейные или линейно-ланцетные, только к некоторых видов широко-ланцетные. Верхние листья переходят в прицветники.
Цветки обоеполые, зеленоватые, с четырёхдольчатым или пятидольчатым, не разделённым на чашечку и венчик, околоцветником. Располагаются на концах коротких цветоносов или непосредственно в пазухах верхних листьев (прицветников). Тычинки обычно в числе 5, приросшие к основанию долей околоцветника, с продолговатыми пыльниками. Пестик состоит из тонкого столбика и обычно трёхдольчатого рыльца.
Плод — шаровидный или продолговатый орешек с продольными жилками или морщинками.

## Ареал
Подавляющее большинство видов распространено в умеренных регионах Старого Света, лишь два вида известны из Южной Америки. Наибольшее разнообразие видов имеется в Южной Африке.

## Таксономия
|  |                                      |  |                                                         |                                                         |                      |  | ещё 6 семейств (согласно Системе APG III) |             |             |              |
|  |                                      |  |                                                         |                                                         |                      |  |                                           |             |             | от 200 видов |
|  |                                      |  |                                                         | порядок Санталоцветные                                  |                      |  |                                           |             | род Ленец   |              |
|  |                                      |  |                                                         | порядок Санталоцветные                                  |                      |  |                                           |             | род Ленец   |              |
|  | отдел Цветковые, или Покрытосеменные |  |                                                         |                                                         | семейство Санталовые |  |                                           |             |             |              |
|  | отдел Цветковые, или Покрытосеменные |  |                                                         |                                                         |                      |  |                                           |             |             |              |
|  |                                      |  | ещё 58 порядков цветковых растений (по Системе APG III) | ещё 58 порядков цветковых растений (по Системе APG III) |                      |  |                                           | ещё 44 рода | ещё 44 рода |              |
|  |                                      |  |                                                         | ещё 58 порядков цветковых растений (по Системе APG III) |                      |  |                                           |             | ещё 44 рода |              |

### Синонимы
- Linophyllum Ponted. ex Ség., 1754
- Linosyris Ruppius ex Ludw., 1757
- Xerolophus Dulac, 1867

### Некоторые виды
Род Ленец включает около 245 видов.
- Thesium alpinum L., 1753 — Ленец альпийский
- Thesium brachyphyllum Boiss., 1844 — Ленец коротколистный
- Thesium chinense Turcz., 1837 — Ленец китайский
- Thesium dollineri Murb. ex Velen., 1891
- Thesium ebracteatum Hayne, 1800 — Ленец бесприцветничковый
- Thesium longifolium Turcz., 1852 — Ленец длиннолистный
- Thesium multicaule Ledeb., 1829 — Ленец многостебельный
- Thesium procumbens C.A.Mey., 1831 — Ленец простёртый
- Thesium ramosum Hayne, 1801 — Ленец ветвистый, или Ленец полевой
- Thesium refractum C.A.Mey., 1841 — Ленец преломлённый, или Ленец сибирский
- Thesium repens Ledeb., 1829 — Ленец ползучий
- Thesium rupestre Ledeb., 1829 — Ленец каменистый
- Thesium saxatile Turcz. ex A.DC., 1857 — Ленец щебнистый
- Thesium szowitsii A.DC., 1857 — Ленец Шовица
- Thesium tuvense Krasnob., 1992 — Ленец тувинский